# Guldazalea
Guldazalea (Rhododendron luteum) är en ljungväxtart som beskrevs av Robert Sweet. Enligt Catalogue of Life ingår Guldazalea i släktet rododendron och familjen ljungväxter, men enligt Dyntaxa är tillhörigheten istället släktet rododendron och familjen ljungväxter. Arten är reproducerande i Sverige. Inga underarter finns listade i Catalogue of Life.

## Bildgalleri

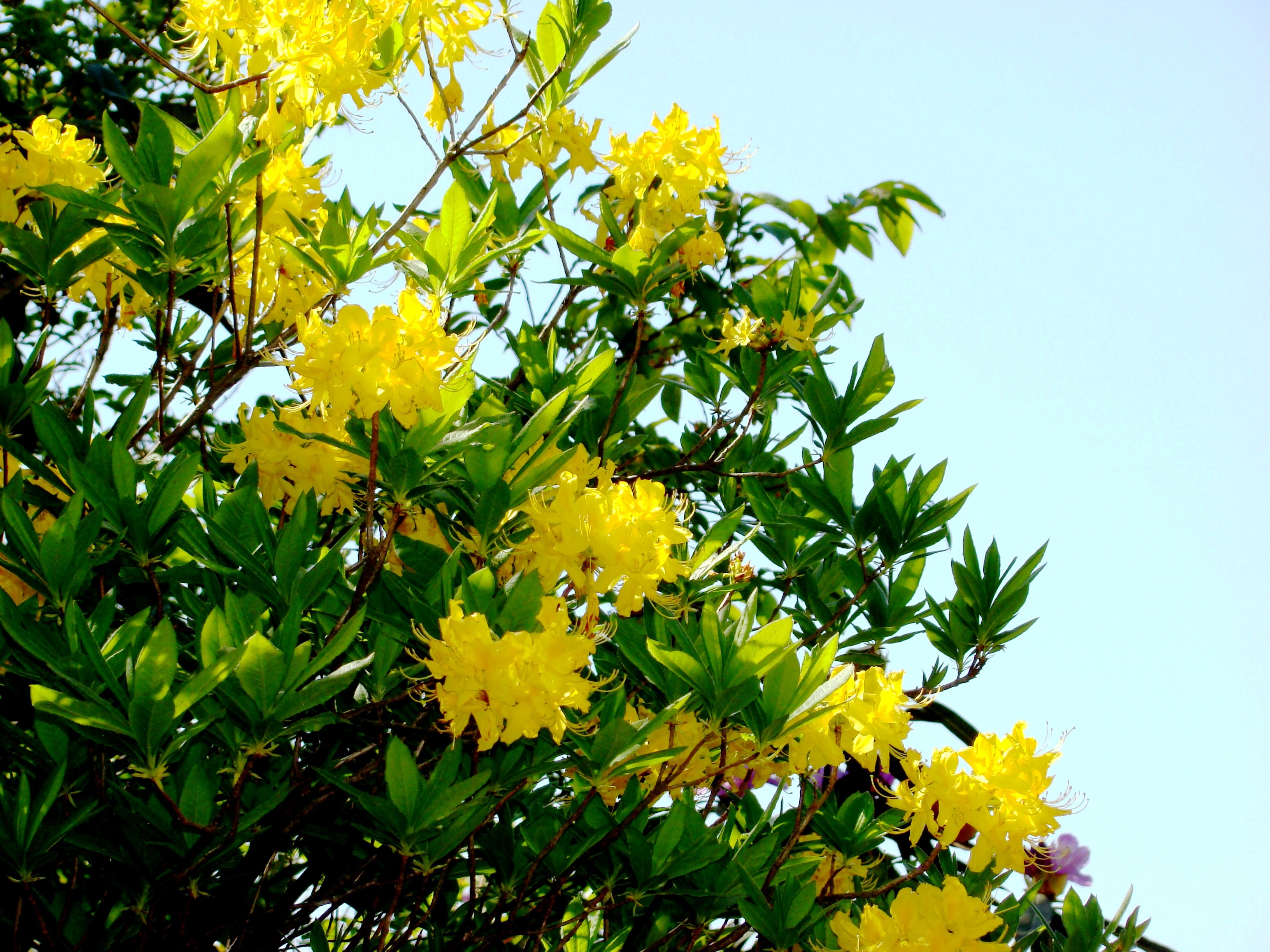
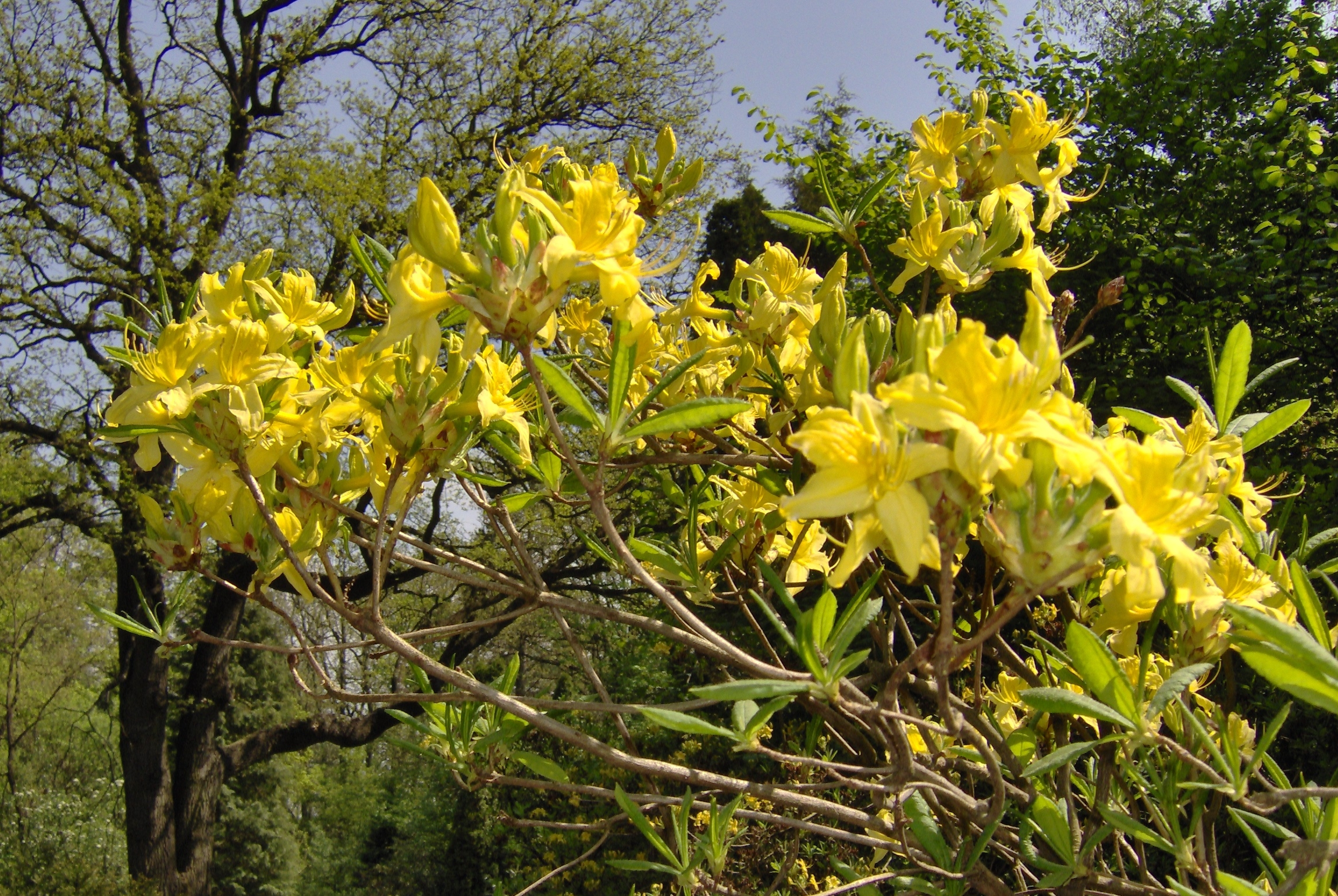
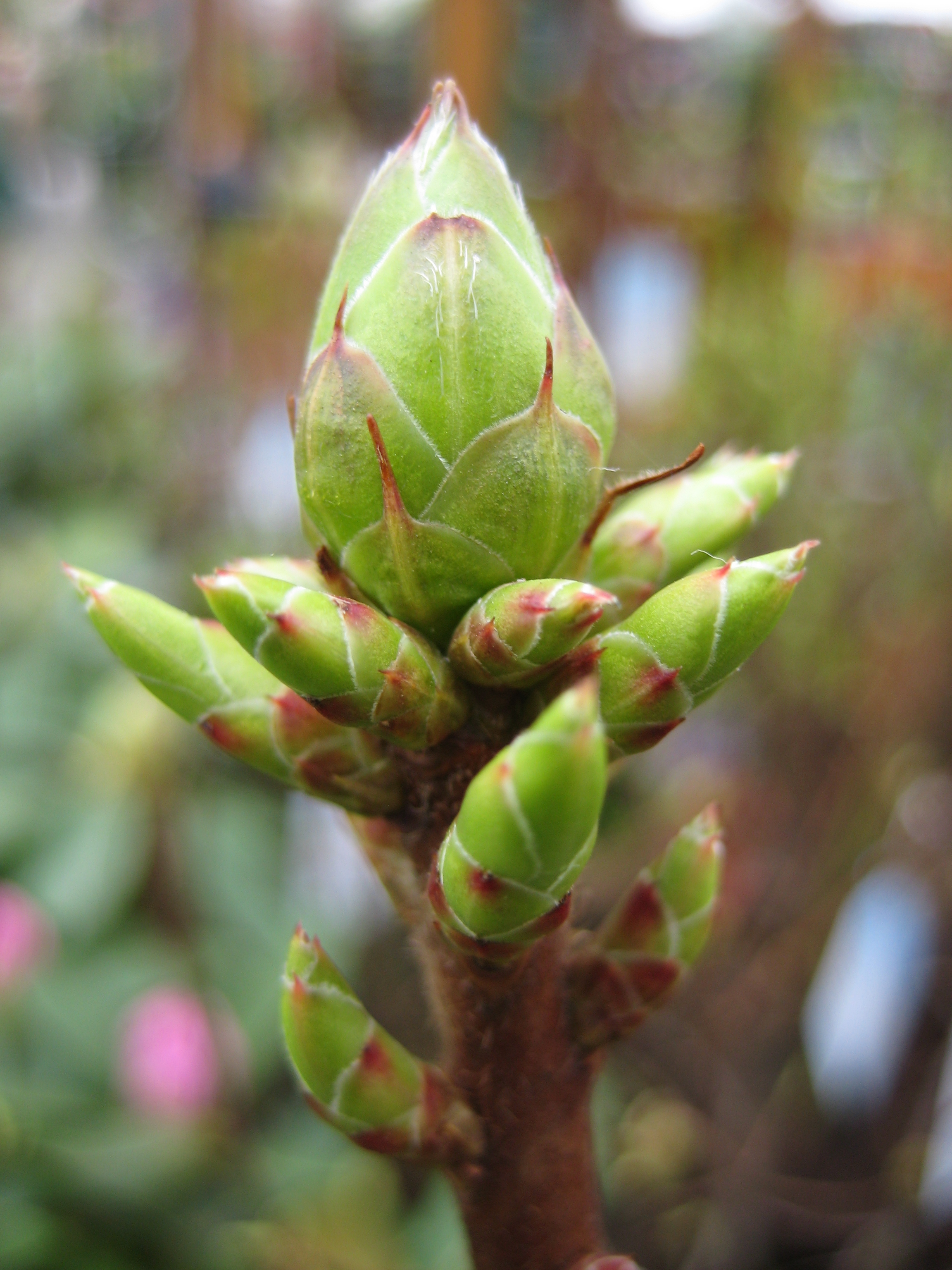
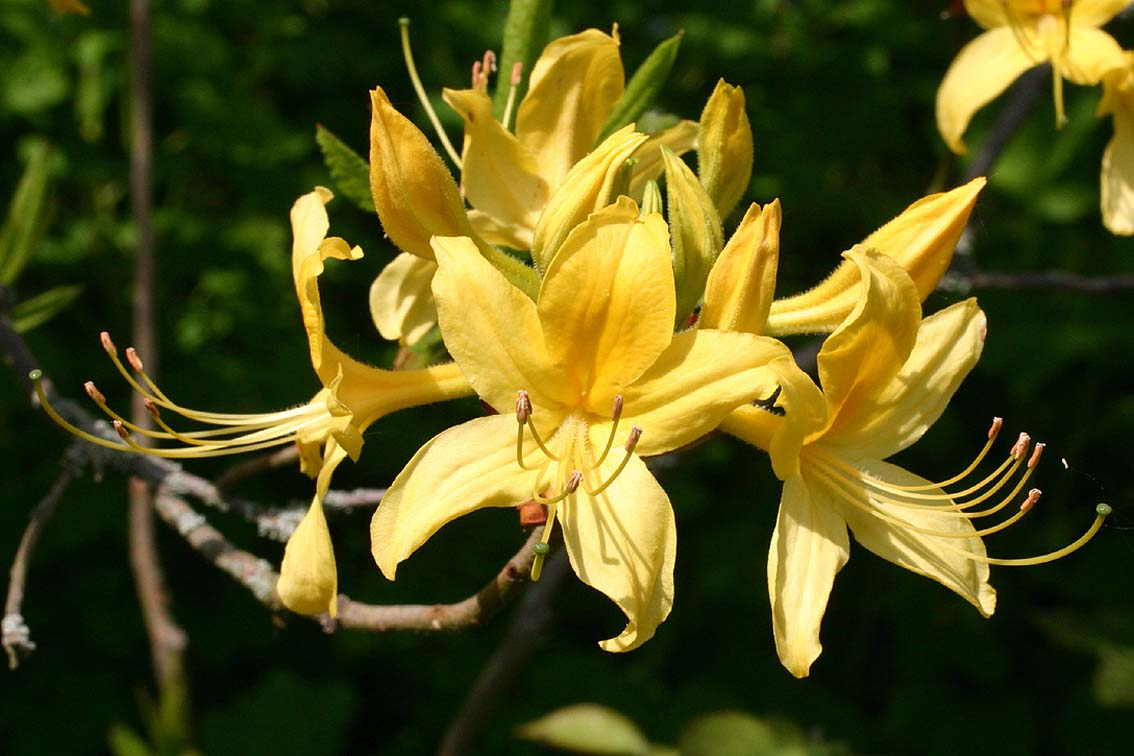
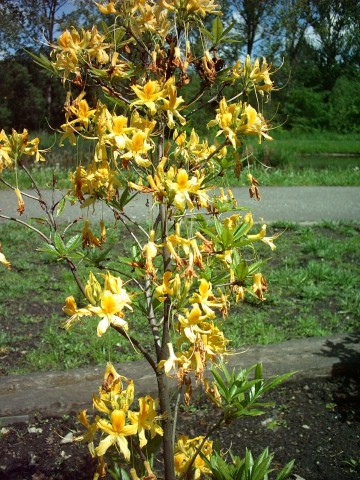
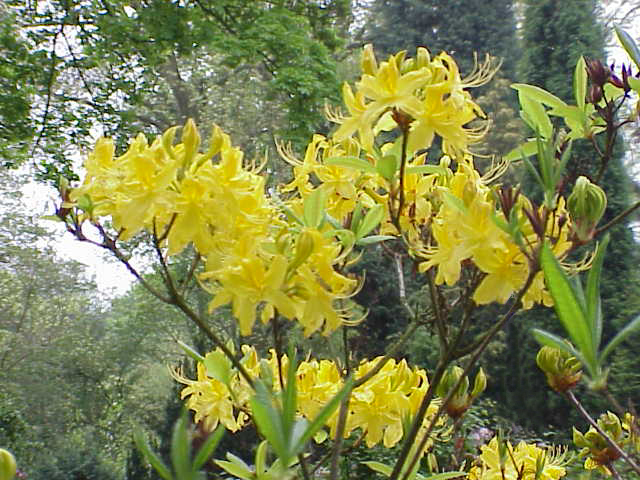